# Pseuderesia issia
Pseuderesia issia är en fjärilsart som beskrevs av Henry Stempffer 1969. Pseuderesia issia ingår i släktet Pseuderesia och familjen juvelvingar. Inga underarter finns listade i Catalogue of Life.